# Marinaleda
Marinaleda je obec v jižním Španělsku, v autonomním společenství Andalusie v provincii Sevilla. Žije zde přibližně 2 600 obyvatel.
Obec je známá svým kolektivním hospodařením. Od roku 1979 je starostou Juan Manuel Sánchez Gordillo, který založil zemědělské družstvo Cooperativa Humar, produkující zeleninu s důrazem na kvalitu a ekologickou šetrnost. Všichni zaměstnanci vydělávají stejně (přes 1100 euro měsíčně). V obci je plná zaměstnanost a 35hodinový pracovní týden. O všech důležitých otázkách se rozhoduje na základě přímé demokracie. Obyvatelé Marinaledy mají k dispozici vzdělávací, kulturní a sportovní zařízení zdarma. V obci není policie.
Příběh města začíná zvolením dnešního starosty Juan Manuel Sánchez Gordillo, jak poslance andaluského parlamentu v roce 1979 a následnou tvrdou rebelií proti Frankové diktatuře – nastaly okupační stávky, obsazování paláců, železničních stanic, blokády dálnic a protesty. V roce 1980 zorganizovali hladovku proti hladu (zapojilo se do ní 700 vesničanů). Výsledek přišel v roce 1991, kdy andaluská vláda přidělila obci Marinaleda 12 hektarů zemědělské půdy, která byla původně ve feudálním vlastnictví královské rodiny. Zde začíná příběh družstva Cooperativa Humar – Marinaleda, které zajistilo většinu zaměstnanosti v obci i důstojný život pro obyvatele obce.
Na zdech v obci jsou symboly myšlenek, které internacionalisté a komunisté vyznávají: mír, solidarita, antifašismus, práce, sociální revoluce, komunita, bratrství, Antikapitalismus, vize beztřídní společnosti a vizi utopie jako regulativní ideje, kterou se obyvatelé pokoušejí "zhmotnit." Na radnici města je znázorněn portrét kubánského revolucionáře Ernesta Che Guevary.